# Tobias Rausch (Regisseur)
Tobias Rausch (* 1972 in Frankfurt am Main) ist ein deutscher Theaterregisseur und Autor.

## Leben
Rausch studierte in Freiburg und Berlin Philosophie, Biologie und Literaturwissenschaften. Seit dem Jahr 2001 ist er freischaffend als Regisseur und Autor tätig. Er wirkte an zahlreichen Stadttheatern, darunter in Berlin, Hannover, Frankfurt am Main, Basel, Mannheim, Karlsruhe, Dresden, Heidelberg, Rostock, Stuttgart, Kiel, Bielefeld und Greifswald und war auch national wie international an freien Spielstätten tätig. Mit seiner Inszenierung Alles offen  am Volkstheater Rostock wurde er von Theater heute als einer der Nachwuchskünstler des Jahres 2010 nominiert.
Rausch war bis zum Jahr 2015 Mitglied im von ihm mitbegründeten Theater- und Performancekollektiv lunatiks produktion. Ab der Spielzeit 2019/2020 übernimmt er die Leitung der Bürgerbühne am Dresdner Staatsschauspiel.
Bei seinen Projekten entsteht der Text des Stücks oft auf der Basis von Recherchen. So entstand sein 2012 am Deutschen Theater uraufgeführten Werk Oder Bruch nach Befragungen von 100 Menschen in Polen und Deutschland zu ihren Erlebnissen beim Oderhochwasser 1997, die vielfältige Perspektiven auf das Ereignis einfingen.
Rausch hielt Lehraufträge an der Zürcher Hochschule der Künste, an der Universität der Künste Berlin, an der Hochschule für Bildende Künste Braunschweig und am Zentrum für Performance Studies der Universität Bremen.

## Projekte (Auswahl)
- Help! Oder wie wir einmal fast berühmt wurden (Musik-Doku-Performance)
- Oder Bruch (Rechercheprojekt über das Oderhochwasser 1997)
- Felix Krull und seine Erben (Rechercheprojekt über Hochstapler)
- Fluchtpunkt Berlin (Rechercheprojekt)
- Verschwörer – Wie wirklich ist die Wirklichkeit? (Rechercheprojekt)
- Weisse Flecken (Ein Theaterabend über Demenz)
- Burn Out – Dope In (Über die Grenzen der Leistungsfähigkeit)
- Dunkle Materie (Ein Weltraumprojekt über das Rätsel der Liebe)
- High Voltage (Ein Projekt über Energie, Ressourcen und Blackouts)
- Wind.Mühlen.Flügel (Ein Projekt über den Triumph der Phantasie nach Miguel de Cervantes’)
- Video-Hike Winterlingen (Ein App-Projekt über den Strukturwandel auf der Schwäbischen Alb)
- Demetrius [exporting freedom] (Ein Projekt nach Friedrich Schillers Dramenfragment)
- Stoff! Mehr Stoff! (Eine Voraussicht)
- Hecheln (Ein Trip ins Textile)
- Botany Play (Ein Irr-Garten)
- Tornado (Ein Klima-Theater-Desaster)

## Schrift
- Oder Bruch: unter Verwendung von Interviews mit zahlreichen Zeitzeugen. Aufland-Verlag, Croustillier, 2012, ISBN 978-3-9814390-6-9.